# Skipton-on-Swale
Skipton-on-Swale è un villaggio e parrocchia civile dell'Inghilterra, appartenente alla contea del North Yorkshire.